# Tris-(2-carboxyethyl)fosfin
tris-(2-carboxyethyl)fosfin (også kendt som TCEP) er en reduktant, der ofte bruges i biokemien og molekylærbiologien. Det er ofte tilberedt og anvendt som hydrochlorid-salte. TCEP er også tilgængeligt som en stabil opløsning med neutral pH.

## Brug
TCEP er ofte brugt som reduktionsmiddel for at bryde disulfidbindinger inden for og mellem proteiner som et forberedende skridt til gelelektroforese.
Sammenlignet med de to mest almindelige stoffer, der anvendes til det samme formål (dithiothreitol og β-mercaptoethanol), har TCEP fordelene ved at være lugtfri, et mere kraftfuldt reduktionsmiddel, et irreversibelt reduktionsmiddel, mere hydrofil og mere modstandsdygtigt over for oxidation i luften. TCEP reducerer ikke metaller, der bruges i affinitets-kromatografien.